# Obrovac
Obrovac (italienska: Obrovazzo) är en stad i landskapet Dalmatien i Kroatien. Staden har 3 387 invånare (2001) och ligger vid floden Zrmanja, 11 kilometer från dess utlopp i Adriatiska havet. 

## Historia
Obravac fick sitt namn 1337. 1527 intogs staden av osmanerna. 1687 fördrevs osmanerna och staden befriades under ledning av Stojan Janković som var ledare för de dalmatiska serberna.
Staden drabbades hårt under det kroatiska självständighetskriget. Den kroatiska befolkningen fördrevs och när den kroatiska centralregeringen under Operation Storm återtog staden hade den kvarvarande serbiska befolkningen flytt. Redan under operationens första dag gick den kroatiska armén in i staden men fann en spökstad.

## Demografi
Innan det kroatiska självständighetskriget utgjorde serberna en majoritet av befolkningen i Obravac. Enligt folkräkningen från 1991 var 75,48% av befolkningen serber och 17,6% kroater. Enligt folkräkningen från 2001 utgör serberna 12,8% och kroaterna 84,0% av befolkningen. 

## Personer från Obrovac
- Luka Modrić, fotbollsspelare, för närvarande i Tottenham Hotspur FC